# Ji Wen Low
Ji Wen Low (* 27. Oktober 1989) ist ein singapurischer Radrennfahrer.
Ji Wen Low begann seine internationale Karriere 2008 bei dem malaysischen Letua Cycling Team, einem Continental Team besitzt. 2009 gewann er das Straßenrennen der singapurischen Meisterschaft.

## Erfolge
2009
- Singapurischer Meister – Straßenrennen

## Teams
- 2008–2009 Letua Cycling Team
- 2010 Geumsan Ginseng Asia
- 2012–2014 OCBC Singapore Continental Cycling Team
- 2015 CCN Cycling Team
- 2016 Black Inc Cycling Team